# Lancaster (Kalifornia)

Położenie w stanie Kalifornia

Lancaster – miasto w Stanach Zjednoczonych, w stanie Kalifornia, w hrabstwie Los Angeles. W 2010 roku miasto zamieszkiwało 156 633  mieszkańców.
W mieście rozwinął się przemysł lotniczy, rakietowy oraz elektroniczny.